# Nouvelle création
La nouvelle création, ou la nouvelle créature, est un concept dans les épîtres de Paul.
2 Corinthiens 5:17 "Si quelqu'un est en Christ, il est une nouvelle créature. Les choses anciennes sont passées; voici, toutes choses sont devenues nouvelles." (Louis Segond 1910)
Paul parle de nouvelle création à propos de l'expérience du chrétien. La "nouvelle naissance" appartient plutôt au vocabulaire de l'Évangile selon Jean. L'une et l'autre expression se trouvent aussi dans les écrits rabbiniques, et, selon W. D. Davies, il s'agit
là de "deux métaphores très voisines, pratiquement synonymes".